# 리들
리들(독일어: Lidl)은 독일의 소매업체이다.